# Distrikt Izcuchaca
Der Distrikt Izcuchaca liegt in der Provinz Huancavelica in der Region Huancavelica im Südwesten von Zentral-Peru. Der Distrikt wurde am 5. Januar 1923 gegründet. 

## Geographische Lage
Der Distrikt besitzt eine Fläche von 12,3 km². Beim Zensus 2017 wurden 897 Einwohner gezählt, 1993 lag die Einwohnerzahl bei 1145, 2007 bei 979. Sitz der Distriktverwaltung ist die 2939 m hoch gelegene Ortschaft Izcuchaca mit 580 Einwohnern (Stand 2017). Izcuchaca befindet sich 32 km nördlich der Provinz- und Regionshauptstadt Huancavelica. Izcuchaca liegt im ariden Andenhochland im Norden der Provinz Huancavelica. Der Distrikt liegt am rechten Ufer des nach Südosten strömenden Río Mantaro oberhalb der Einmündung des Río Alauma.
Der Distrikt Izcuchaca grenzt im Süden an den Distrikt Conayca, im Westen und im Nordwesten an den Distrikt Cuenca, im Nordosten an den Distrikt Acostambo (Provinz Tayacaja) sowie im Osten an den Distrikt Huando.

## Verkehr
Izcuchaca liegt an der schmalspurigen Bahnstrecke Cusco–Quillabamba.